# Omotski narodi
Omotski narodi (omotički narodi), naziv za grupu naroda nastanjenih u južnoj Etiopiji između Velike rasjedne doline (engl. Great Rift Valley) i rijeke Omo, po kojoj i dobivaju ime. Omotički narodi, oko 80 raznih etničkih zajednica, govori dijalektima jednog jezika, no uz to oni su i kulturno veoma srodni. Preci ovih naroda u ovom kraju naseljeni su nekoliko tisućljeća. Većina plemena bavi se motičkom poljoprivredom i uzgojem stoke, te je uglavnom ostala vjerna svom domorodačkom religioznom sistemu, opirući se utjecaju misionara. neke od ovih grupa pravi su umjetnici, kao narod Gemu poznat po tkalaštvu čiji proizvodi završavaju u velikim etiopskim gradovima.

## Popis naroda
- Aari ili Shankilla, 155,002 (popis 1989).
- Anfillo, etničkih 1,000 (1990 SIL). U regiji Anfillo Forest. Isto i Južni Mao.
- Banna, 42,466 (popis 1998) s Hamerima.
- Basketo, etničkih 51,097 (popis 1998).
- Begi-Mao, govore jezikom hozo, 3,000 (1995 SIL).
- Bench, etničkih 173,123 (popis 1998).
- Chara, etničkih 6,984 (popis 1998).
- Dawro, etničkih 331,483 (popis 1998)
- Dime, etničkih 6,197 (popis 1998). U regiji Kafa sjeverno od rijeke Omo.
- Dizi, etničkih 21,894 (popis 1998).
- Dorze, etničkih 28,990 (popis 1998).
- Gamila, 186 (popis 1998).
- Gamo, Oko 7,000 Gamo govori zergulla kao prvi jezik. etničkih 719,847 (popis 1998)
- Ganjule, etničkih 1,146  (popis 1998)
- Ganza, etničkih 6,291 (2000 WCD). Blizu Plavog Nila.
- Gofa, etničkih 241,530 (popis 1998)
- Hamar,
- Kachama, etničkih 2,740 (popis 1998)
- Kafa, etničkih 599,188 (popis -1998).
- Karo, 200 (1998 M. Yigezu),; Etiopija.
- Koorete, etničkih 107,595 (popis 1998).
- Male, etničkih 46,458 (popis 1998).
- Melo, etničkih 20,189 (1998)
- Nao, govore jezikom nayi. Etničkih 4,005 (popis 1998).
- Oyda, etničkih 14,075 (popis 1998).
- Seze, 3,000 (1995 SIL).
- Shekkacho, etničkih 53,897 (popis 1998).
- Sheko, etničkih 23,785 (popis 1998).
- Shinasha, govore boro
- Sjeverni Mao, govore bambassi, 5,000 (1982 SIL).
- Wolaita, govore jezikom wolaytta. etničkih 1,269,216 (popis 1998).
- Yemma, govore jezikom yemsa, ponekad nazivan janjero. Etničkih 165,184 (popis 1998).
- Zayse, etničkih 10,842 (popis 1998)
- Zergulla, etničkih 390 (popis 1998). Oko 7,000 Gamo govori zergulla kao prvi jezik

## Vanjske poveznice
- Omotic Language Groups